# Lion Tower

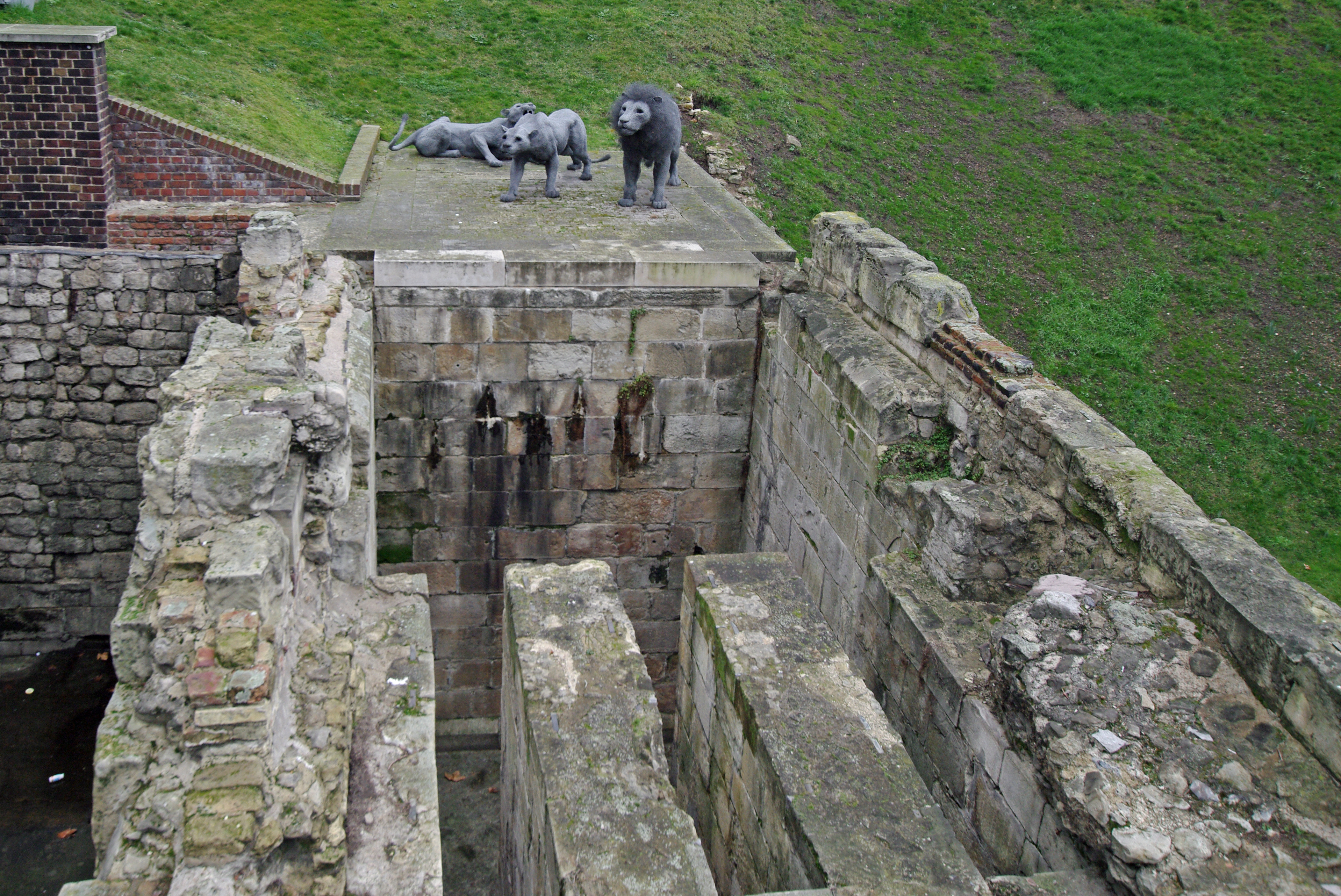
Erhaltene Reste des Damms zum Lion Tower, 2012

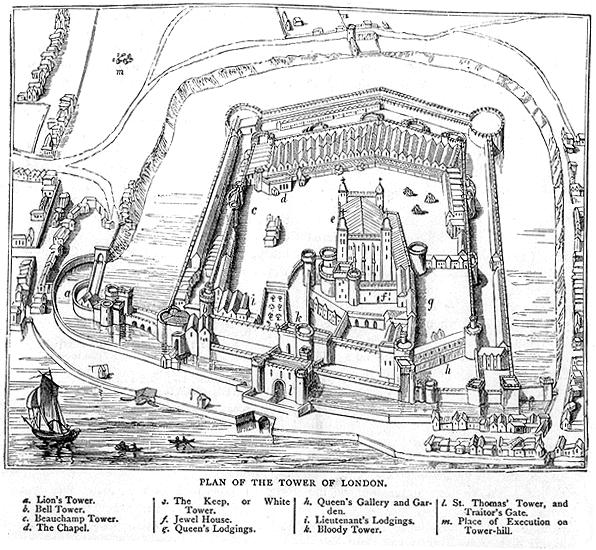
Plan aus dem 19. Jahrhundert, der den Tower im Jahr 1591 darstellt. Der Lion Tower (a) schützt den Zugang über den Graben.

Der Lion Tower war eine Barbakane in der Festungsanlage des Tower of London. Das Bauwerk schützte den westlichen Zugang zum Bauwerk über den Wassergraben. Seinen Namen erhielt es, da dort zeitweise die Löwen der Tower-Menagerie untergebracht waren.
Der halbmondförmige Bau entstand im Zusammenhang mit dem Ausbau des Towers unter Eduard I. im 13. Jahrhundert. Dieser ließ einen zweiten Festungsring und einen neuen Graben anlegen und in diesem einen neuen Zugang von Westen errichten. Die Geschützplattform war über einen Damm aus Richtung Norden erreichbar, eine Zugbrücke nach Westen verband ihn mit dem Middle Tower. Die Gestaltung orientierte sich am Eingangsbereich von Goodrich Castle an der Grenze zwischen England und Wales.
Ursprünglich beherbergte der Lion Tower vermutlich Werkstätten der Royal Mint. Später befanden sich hier doppelstöckige Käfige für die Löwen des Towers. Nach dem Umzug der Tower-Menagerie in den London Zoo 1835 waren die Tage des Lion Towers gezählt. Der damalige Löwenwärter Mr. Kops hatte noch Wohnrecht im Tower of London. Nach seinem Tod 1853 wurden Kops’ Wohnhaus, der Lion Tower und diverse andere Gebäude der Menagerie abgerissen. Reste des Damms zum Lion Tower und der Zugbrückenanlage wurden 1936 wiederentdeckt und ausgegraben. Die Fundamente des eigentlichen Gebäudes liegen noch unter der Erde.